# اسفره (رودخانه)
اسفره رودی در قرقیزستان، ازبکستان و تاجیکستان است. طول آن بالغ بر ۱۳۰ کیلومتر است.